# 115
Cette page concerne l'année 115  du calendrier julien. Pour l'année 115 av. J.-C., voir 115 av. J.-C. Pour le nombre 115, voir 115 (nombre).
L'année 115 est une année commune qui commence un lundi.

## Événements
- Printemps-été : Trajan soumet des Cardueni de Gordyène et des Marcomedi de Médie Atropatène avant de regagner Antioche à l'automne[1].
- 13 décembre : violent séisme détruisant Apamée et Antioche en Syrie[1].

- Date supposée de l'élection de l'évêque de Rome Sixte Ier (fin en 125)[2].
- Révolte en Bretagne. Massacre de la garnison d’Eburacum (York)[3].

- Soulèvements de la diaspora juive à Cyrène, en Égypte, à Chypre et en Mésopotamie[4]. Début de la Guerre de Kitos, répression sanglante des révoltes (115-117). Les Juifs se réfugient dans le désert, en particulier dans les oasis du Fezzan.

## Naissances en 115
- Pausanias, historien et géographe grec.